# Liliana Paixão
Liliana Alexandra Pascoal da Paixão, née le 3 mars 1988, est une joueuse angolaise de handball qui évolue au poste d'arrière droite dans le club Marinha de Guerra (en) et elle est membre de l'équipe d'Angola de handball féminin.
Elle a représenté l'Angola au Championnat du monde de handball féminin 2013 en Serbie.

## Palmarès

### En équipe nationale
Championnats du monde
- 16e place au Championnat du monde 2013